# NGC 5421
NGC 5421 este o interacțiune de galaxii situată în constelația Câinii de Vânătoare. A fost descoperită în 9 iunie 1880 de către Édouard Stephan⁠(d).